# Edgley EA7
Die Edgley EA7 Optica ist ein Flugzeug des britischen Herstellers Edgley Aircraft. Das auffällige Aussehen des Cockpits beruht auf seiner Bestimmung als Luftbeobachtungsflugzeug. Bei der Auslegung lag der Schwerpunkt auf guten Langsamflugeigenschaften sowie optimalen Sichtverhältnissen für die Besatzung.

## Geschichte
Der Entwurf der EA7 Optica geht auf den Entwickler John Edgley zurück, der als Hochschulabsolvent mit einigen wenigen Partnern die Idee für dieses Flugzeug verfolgte. Im Jahr 1974 erfolgte die finale aerodynamische Auslegung und im Jahr darauf wurde der Entwurf im Windkanal getestet und vermessen. Der Bau des ersten Prototyps begann 1976 in London. Zur Produktion des Musters erwarb Edgley das Old Sarum Airfield nahe Salisbury und nahm in den bestehenden Hangars die Produktion auf. Am 14. Dezember 1979 hob die Maschine erstmals mit Angus McVitie am Steuer zum Jungfernflug ab.
In den folgenden Jahren war das Programm von vielen Rückschlägen gezeichnet. Kurz nach Aufnahme der Serienproduktion stürzte eines der ersten Exemplare ab. Nach einer darauffolgenden finanziellen Schieflage wurde das Unternehmen von Brooklands Aerospace übernommen. Bis Ende 1986 fertigte das Unternehmen 15 Maschinen. Im Januar 1987 wurden jedoch zehn Exemplare durch Brandstiftung zerstört. 1990 erwarb FLS Aerospace das Unternehmen, konzentrierte sich jedoch zu Lasten der Optica auf ein anderes Entwicklungsprogramm. Auch AGI, welche die Rechte 1998 erwarb, konnte das Programm aufgrund fehlender Finanzen nicht weiterführen. Im Jahr 2007 schließlich kaufte Edgleys Firma AeroElvira alles zurück. Seitdem wirbt er um weitere Unterstützung und sucht Käufer für die Maschine.

## Konstruktion

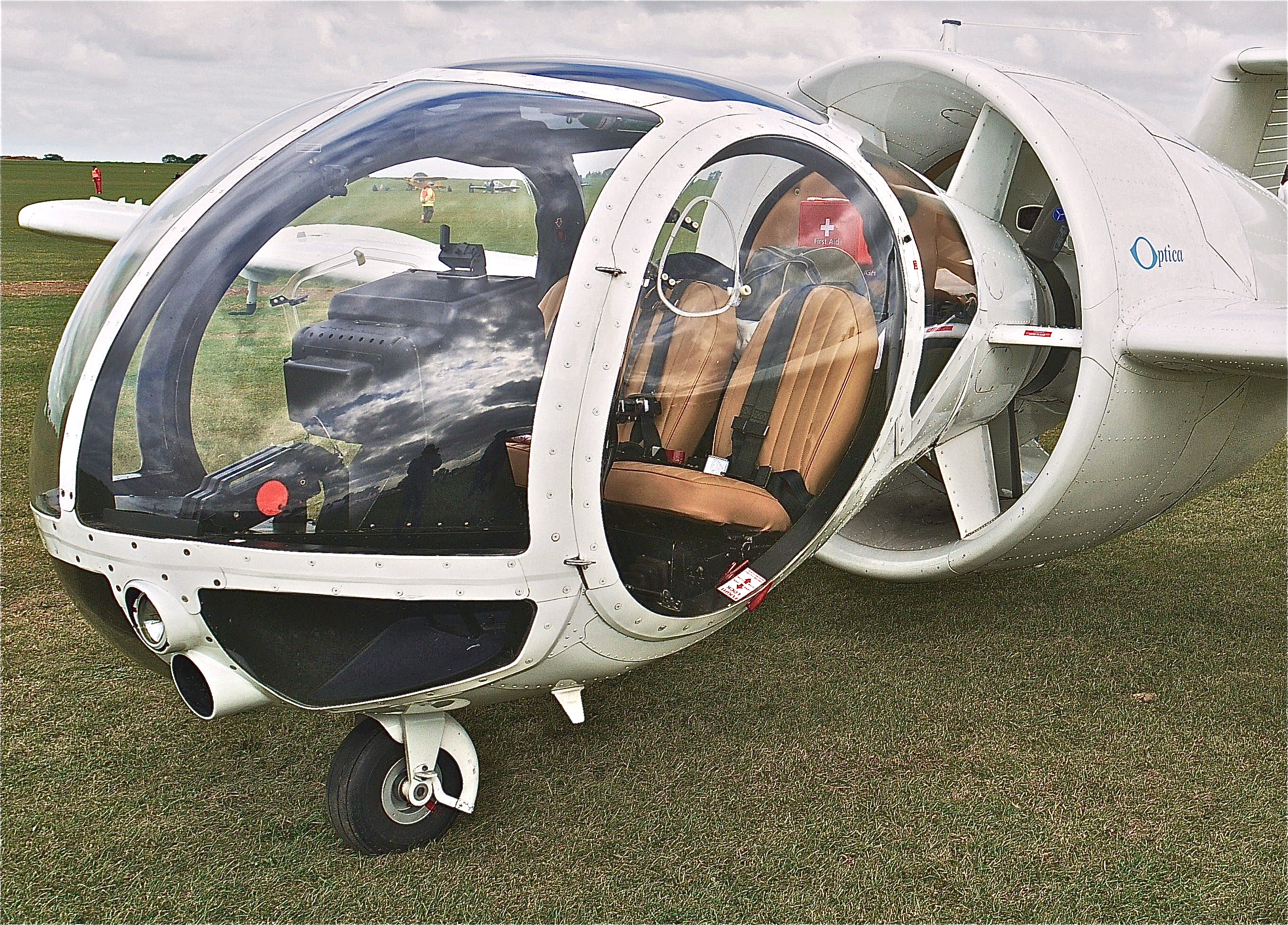
Cockpit der EA7

Die Zelle der EA7 ist aus Aluminium gefertigt. An zentraler Position sitzt ein gekapselter Antrieb. Der fünfblättrige Mantelpropeller wird von einem Lycoming IO-540 angetrieben. Durch die gekapselte Bauweise weist der Antrieb eine nur sehr niedrige Lärmentwicklung auf. Eine Besonderheit des Entwurfs ist die Anordnung des Cockpits am vorderen Ende der Nabe. Das birnenförmige Cockpit weist abgesehen von schmalen Stegen eine beinahe vollständige Verglasung auf und bietet Pilot und Passagieren nahezu einen Rundumblick, auch nach unten. Die drei Sitze sind nebeneinander angeordnet. Die Tragflächen sind für niedrige Fluggeschwindigkeiten ausgelegt und weisen keine Pfeilung auf. Zur Verbesserung der Langsamflugeigenschaften sind Fowlerklappen mit 29 Prozent der Flügeltiefe angebaut. Das Leitwerk ist an einem Doppelrumpf installiert. An beiden Rumpfrohren sind am Ende Seitenleitwerke angebracht, die am oberen Ende durch ein gemeinsames Höhenleitwerk verbunden sind.

## Zwischenfälle
Am 15. Mai 1985 stürzte eines der ersten Flugzeuge mit der Seriennummer 004 und dem Kennzeichen G-KATY ab. Dabei kamen beide Insassen ums Leben. Während eines Polizeieinsatzes ging die Maschine in einen immer steileren Spiralflug über und stürzte schließlich in einen Wald. Die genaue Unfallursache konnte nicht geklärt werden. Die Ermittler gehen davon aus, dass das Fluggerät bis zum Aufschlag intakt war. Als mögliche Ursachen wird ein Leistungsverlust des Motors gefolgt vom Überziehen der Maschine genannt.
Am 11. März 1990 kam es bei der Maschine mit dem Kennzeichen G-BMPL kurz nach dem Start zu einem lauten Knall, gefolgt von starken Vibrationen. Der Pilot konnte zum Flugplatz zurückkehren und eine Notlandung durchführen. Untersuchungen zeigten, dass es am Mantelpropeller zu strukturellem Versagen gekommen war.

## Technische Daten
| Kenngröße                   | Daten                   |
| --------------------------- | ----------------------- |
| Besatzung                   | 1                       |
| Passagiere                  | 2                       |
| Länge                       | 8,1 m                   |
| Spannweite                  | 12 m                    |
| Höhe                        | 2,3 m                   |
| Flügelfläche                | 15,8 m²                 |
| Flügelstreckung             | 9,1                     |
| Nutzlast                    | 386 kg                  |
| Leermasse                   | 850 kg                  |
| max. Startmasse             | 1240 kg                 |
| Reisegeschwindigkeit        | 70 kts (130 km/h)       |
| Beobachtungsgeschwindigkeit | 65 kts (120 km/h)       |
| Höchstgeschwindigkeit       | 140 kts (259 km/h)      |
| Dienstgipfelhöhe            | 14.000 ft (ca. 4.300 m) |
| Reichweite                  | 565 NM (1047 km)        |
| Triebwerke                  | Lycoming IO-540-V4A5D   |